# Бланкенштайн
Бланкенштайн (нем. Blankenstein) — община в Германии, в земле Тюрингия.
Входит в состав района Заале-Орла. Подчиняется управлению Зале-Реннштейг. Население составляет 852 человека (на 31 декабря 2010 года). Занимает площадь 1,53 км².
В Бланкенштайне заканчивается 170-километровый пешеходный маршрут Ренштайг.